# Cordulephya pygmaea
Cordulephya pygmaea – gatunek ważki z rodziny Synthemistidae. Występuje we wschodniej i południowo-wschodniej Australii i jest szeroko rozprzestrzeniony.